# Eddy Kenzo
Edrisa Musuuza (nascido em 9 de abril de 1989), conhecido profissionalmente pelo seu nome artístico Eddy Kenzo, é um músico ugandense, cujo estilo incorpora o dancehall. Ele é mais conhecido pela sua canção de 2014, "Sitya Loss".

## Biografia
Kenzo nasceu em Masaka, uma cidade na região central de Uganda. Ele perdeu sua mãe aos 5 anos de idade e continua a viver uma vida de rua há 13 anos. Após o colegial, ele adotou o nome artístico de Eddy Kenzo e começou a escrever música. Em 2008, ele foi destaque na música popular "Yanimba", de Kikie Wine. Sua música "Stamina", foi recebido com aclamação da crítica e foi usado como canção tema para a campanha presidencial de Yoweri Museveni. Lançou o álbum Ogenda Kunzisa, em 2012. Em 2013, Kenzo lançou Kamunguluze e excursionou pelos Estados Unidos. Sua música "Sitya Loss", tornou-se a canção mais popular até à data, e um vídeo dos garotos ugandenses dançando a música se tornou viral. O seu sucesso levou ao lançamento de uma petição para que os meninos aparecessem no talk-show The Ellen DeGeneres Show. Kenzo lançou o álbum Sitya Loss, em maio de 2014.

## Discografia
- 2010: "Stamina"
- 2012: Ogenda Kunzisa
- 2013: Kamunguluze
- 2014: Sitya Loss

## Prêmios e indicações
| Ano  | Evento                       | Prêmio           | Destinatário | Resultado | Ref   |
| ---- | ---------------------------- | ---------------- | ------------ | --------- | ----- |
| 2014 | Channel O Music Video Awards | Most Gifted East | "Sitya Loss" | Indicado  | [ 7 ] |